# Schröcken
Schröcken er en landsby og en kommune i det vestlige Østrig med et indbyggertal (pr. 2016) på 214. Byen ligger i delstaten Vorarlberg.

## Geografi
Byen er beliggende i 1269 meters højde, og 12,4 % af kommunen er skovklædt, og 39,4 % er alpint område. Kommunen ligger i distriktet Bregenz syd-sydøst for Bodensøen. Landsbyen ligger i Hinterer Bregenzerwald og i kommunen udspringer Bregenzer Ach og ligger for foden af passet Hochtannberg, hvor man lander i dalen Lechtal. De nærmeste bjergtoppe er Juppenspitze (2412 m), Mohnenfluh (2542 m) og Künzelspitze (2415 m).

## Erhverv/turisme
Kommunens beskedne indbyggertal lægger ikke op til tung industri, men turisme er vigtig for kommunens økonomi. I sæsonen 2001/2002 var der i alt 70.292 overnatninger.
Områdets alpine karakter giver gode forhold for skiturisme (både on- og off-piste), men der kan også nævnes Körbersee og andre søer, som ligger i pittoreske, og til dels naturbeskyttede, omgivelser. Der er også mulighed for om sommeren at foretage vandringer i området. Som i mange andre dele af det alpine område findes der i bjergene både bemandede og ubemandede hytter, hvor man til sidstnævnte kan rekvirere nøgler mod depositum.
I kommunen finder man kirken Unsere Liebe Frau Mariä Himmelfart, og kapellet Mariä Verkündigung, samt friluftsmuseet Alte Sennalpen Batzen.